# Prosopocoilus aquilus
Prosopocoilus aquilus es una especie de coleóptero de la familia Lucanidae.

## Distribución geográfica
Habita en Laos, Tailandia, Camboya y  Vietnam.